# Girls Saurus
Girls Saurus (ガールズザウルス?) es una serie de mangas escrita e ilustrada por Kei Kusunoki y publicado por Shogakukan. Estos volúmenes están recopilados y publicados en tres volúmenes de tankōbon entre marzo de 2002 y diciembre de 2002. Kusunoki continuó la serie de Girls Saurus con una secuela, llamada Girls Saurus DX (ガールズザウルスDX?) (Girls Saurus Deluxe). Los volúmenes de Girls Saurus DX están recopilados y publicados en diez volúmenes de tankōbon entre agosto de 2003 y diciembre de 2008.

## Argumento
Shingo, un estudiante de 16 años de edad, es hospitalizado después que Haruka, una chica con obesidad mórbida le confesara su amor. La razón de su hospitalización es que, tras haberla rechazado, la chica comienza a golpearlo salvajemente, dejándole al borde de la muerte y hospitalizado por un mes. Desde ese momento, Shingo desarrollaría un miedo espantoso a las mujeres, a las que llama dinosaurios, ya que las ve como seres extraños aterradores y muy peligrosos. Por esa razón obtiene ayuda de la enfermera de su escuela, quien le recomienda unirse al club de box para hacerle frente a su fobia; para su desgracia, dicho club está conformado solo por mujeres.

## Personajes
Shingo Chiryū (知立 真吾?)
Un joven de 16 años común y corriente, en general amable con la gente. Todas las mañanas saludaba y animaba a un púgil que encontraba practicando camino a la escuela, desconociendo que era Haruka Nishiharu, una muchacha obesa y poco agraciada, por esto ella un día lo citaría para declarársele y ofrecer que se acostaran, pero el joven ante tal panorama sufrió un ataque de pánico, cosa por la que Haruka casi lo mata a golpes. Tras recuperarse no solo ganaría un cuerpo lleno de cicatrices, sino también una fobia a las mujeres, excepto niñas y ancianas, que lo angustia bastante ya que aun es virgen y desea poder llevar una vida normal. Irónicamente el trato frío que aparenta hacia sus compañeras y su negativa a revelar la identidad de su agresor (le avergüenza que una mujer lo golpeara) lo hacen atractivo a muchas mujeres de su escuela, cosa que lo atormenta más. Es así que intenta hacerse más fuerte para superar su trauma y se une al equipo de boxeo del colegio, desgraciadamente este es un club femenino y para mayor desgracia no solo una adelgazada Haruka es uno de sus miembros, sino también el grupo de chicas más extraño del colegio, todas interesadas en él. A medida que pasa el tiempo se sorprende al ver que a pesar de su fobia se preocupa por Haruka e incluso llega sentir celos de los hombres cercanos a ella, pero esto no borra la desconfianza y temor que le produce.
Haruka Nishiharu (西春 遙?)
El origen de la fobia de Shingo, inicialmente era una muchacha que sufría de obesidad mórbida, muy poco femenina y dueña de una gran fuerza que usaba practicando boxeo, todas las mañanas trotaba y se encontraba con Shingo camino a la escuela, siendo saludada y animada por éste, quien desconocía que se tratara de una mujer; al ser el único muchacho que no se burlaba de ella se enamoró, por lo que lo citó y aconsejada por sus hermanas le ofreció sexo, pero ante la reacción de terror de Shingo le dio una salvaje golpiza. En el mes que Shingo permaneció hospitalizado desahogó su frustración en el club de boxeo, bajando de peso tanto que actualmente es una esbelta y atractiva muchacha y la única forma de reconocerla es por dos lunares en su seno derecho, los cuales vería Shingo cuando fuera golpeado y posteriormente al unirse al club de boxeo. Su molestia por el rechazo de Shingo es enorme y aun piensa que fue más grave su desaire que el ataque al joven, pero conserva los sentimientos hacia él y al igual que el resto, ignora su fobia, por lo que trata continuamente de crear ambiente y situaciones donde el joven y ella lleguen a algo.
Nozomi Kanayama (金山 希?)
Una compañera de curso de Shingo, pequeña y nada desarrollada a pesar de su edad. Definida por Shingo como una chica linda por fuera pero con la actitud de un carnívoro; esto por su actitud excesivamente erótica y fuera de lugar cuando se trata de conquistar a los hombres, ante quienes puede mostrar su ropa interior, drogarlos, secuestrarlos o acosarlos si se siente interesada. Antes del ataque a Shingo, este la ayudó a buscar un libro en la biblioteca, ante su amabilidad se enamoró, por lo que tras volver del hospital todos sus ataques van dirigidos al joven. También es un miembro del club de boxeo femenino, por lo que pasa mucho tiempo junto a Shingo. Siente envidia de Subaru y Hotaru quienes logran con mayor facilidad poses y aspectos sensuales a los que ella siempre aspira. Suele ser peligroso acercarse a ella ya que su deseo de aprender y manejar puntos erógenos del cuerpo humano la hace conocedora de puntos de presión que causan reacciones muy extrañas en sus víctimas.
Akira Sakō (栄生 晶?)
Sempai de Shingo en el colegio y el club (es la capitana), una muchacha de aspecto tosco y masculino, desde pequeña le ha interesado ser vista como un varón. Por ello no demuestra actitudes femeninas y usa ropa interior de hombre. Tras conocer a Shingo lo vería como el amigo que siempre quiso y se comportaría así con él, cosa que a este le incomoda ya que siempre desea compartir camerino, duchas y estar cerca de él pero para desagrado de ambos posee un cuerpo curvilíneo y sexy con un gran busto. Pertenece a una familia rica de antiguo linaje y estrictas tradiciones, donde se debe comportar como una dama de costumbre tradicionales y perfectas; su madre es la matriarca y maneja la familia con mano de hierro, mundo que, tras conocer a Shingo, Akira intentaría dejar de lado, lo que haría con poco éxito ya que es mucho el temor que su madre le provoca. Tras la llegada de Tsubasa manifestaría su molestia por el tiempo que Shingo le dedicara, ya que ellos eran amigos desde antes y sentiría que el joven la desplazaría; gradualmente su interés se transformaría en deseo hacia Shingo, más adelante abiertamente reconocería competir por ser pareja de su amigo.
Hijiri Fusō (扶桑 忍?)
Enfermera del colegio y encargada del club de boxeo femenino, tras el regreso de Shingo al colegio descubre su fobia a ver que es el único hombre que no muestra interés por ella, es así que le aconseja unirse al club de boxeo sin revelarle que se trata de un grupo femenino, por ello lo extorsiona bajo amenaza de revelar su secreto si renuncia al club. Desde ese día Shingo es el mánager (encargado del orden y aseo) y más específicamente esclavo personal de Hijiri. Su personalidad es la de una mujer seductora y manipuladora, siempre vestida con ropa sexy, esperando que algún hombre la acose para poder extorsionarlo; es común que reciba amenazas por parte de otras mujeres, pero ella lo ve con orgullo como una muestra de la superioridad de su belleza.
Hotaru Hoshigaoka (星ヶ丘 蛍?)
Última muchacha en integrarse al club de boxeo. Se integró en DX, después que el director de su anterior colegio le pidiera que se retirara por la seguridad del resto de las personas. Es una muchacha pequeña y torpe al extremo de caer en la categoría "Inaudita Mujer Torpe nivel 15" ya que cuando tropieza destruye todo en un radio de un metro de ella, tampoco puede mantenerse vestida ya que a veces se cae su ropa interior y a veces olvida vestirse, pudiendo pasear así por la ciudad sin darse por enterada. Shingo, al ver que su nivel de torpeza era tal que su miedo se perdía ante la preocupación de protegerla, le juró cuidarla por el resto de su vida, pero posteriormente descubriría que posee un busto enorme y su fobia volvería. Sin embargo la preocupación de Shingo calaría muy hondo en su corazón y se uniría al club de boxeo para estar cerca de él. Fue declarada como "Uraban" (Líder de la pandilla femenina que controla el distrito) cuando derrotó a la pandilla dominante solo con un tropezón.
Subaru Chiryū (知立 昴?)
Su hermano mayor es Shingo, aparece por primera vez cuando las muchachas del club lo visitan cuando se encuentra en cama. Desde el inicio demuestra antipatía por ellas y las trata mal y con poco respeto, razón por las que ellas lo vestirían como mujer en castigo, solo para descubrir que realmente se trataba de una niña de primaria con mal gusto para la ropa y que ellas acababan de convertir en una bella joven. Desde ese día, entusiasmada por el aspecto que le dieron las chicas y al ver la popularidad de Shingo, mostraría un complejo de hermano mayor y trataría constantemente de seducirlo, cambiando su imagen a una más femenina e insinuante, para desgracia de Shingo quien se sentía cómodo frente a ella por su forma masculina de vestir. Es muy posesiva y tiene actitudes poco femeninas ya que se ha criado junto a su hermano quien la trataba como a un niño, por ello incluso sabe pelear y no se incomoda por estar frente a otros sin camisa y sujetador.
En DX se puede ver que se desarrolla prematuramente, ganando en poco tiempo el aspecto de una chica de la edad y estatura de Haruka, cosa que aprovecha para intentar seducir a su hermano e increíblemente logra que su madre la apoye en esta idea.
Arahata Tsuyoshi (荒畑 剛?)
El más temible delincuente juvenil de la ciudad, un muchacho serio y de aspecto aterrador ya que una cicatriz cruza su mejilla izquierda. Anteriormente fue el campeón de boxeo en categoría peso pesado amateur, pero fue expulsado por ser excesivamente violento; estudia en un colegio masculino. Aparece por primera vez en la escuela para declarase a Haruka, pero se decepciona al ver que ha adelgazado, esto porque la conoció con su anterior aspecto y esta lo golpeó al hacer comentarios sobre su figura, marcado así su cara. Desde ese día no solo se volvería loco de amor por Haruka, sino también desarrollaría un fetiche hacia las mujeres con sobrepeso, por esto vería como un oponente a Shingo y aunque en un comienzo intentara pelear contra él con el tiempo mejoraría su relación hasta ser amistad, pasando mucho tiempo juntos especialmente cuando están acompañados de Haruka y Tsubasa quien es su compañero de clase.
Sin embargo, su imagen peligrosa es solo superficial, suele defender a los estudiantes abusados, ayudar a la gente en la calle, cuidar animales sin hogar y por sobre todo dedicarse a su pasatiempo favorito: la alta cocina. Es bastante popular entre las mujeres, sin embargo no presenta interés en ellas por lo que muchas deciden subir de peso y así parecerle más atractiva, sin embargo indiferente a su peso jamás toma en serio a una mujer ya que no ve a ninguna a la altura de la antigua Haruka; por eso siempre intenta tentarla con la comida que prepara para que recupere su peso, sin embargo Haruka no le agrada ya que más que amarla a ella como persona solo ama su aspecto obeso.
Tsubasa Kōnan
Una pequeña y tierna muchacha que conocería con Shingo en el metro, donde la protegería de los acosadores que diariamente intentaban propasarse. Shingo se sentiría atraído al ver que a pesar de su belleza no despertaba miedo en él, por lo que decidió ayudarla a encontrar a la persona de quien se había enamorado a primera vista con la esperanza de ganar su amor en el ínter tanto. Posteriormente él y el resto del club de boxeo se enterarían que su amor platónico era Nozomi, ya que contrario a lo que creían Tsubasa era varón. La razón de la confusión radica en su aspecto bello y delicado que emite un aura femenina tan intensa que el cerebro de la gente reinterpreta su aspecto y vestimenta en una versión femenina, en algunos casos aún después de saberlo hombre esto sigue sucediendo.
Estudia en el mismo colegio que Arahata (instituto masculino) y el resto de sus compañeros creen que es una mujer que se viste de hombre para estudiar allí, excepto Arahata, quien con el tiempo se hace su amigo y no presenta interés en su verdadero género ya que es delgado. Si bien Nozomi no le presta atención, se pone celosa cuando alguien más se fija en él y en más de una ocasión ha intentado usarlo para seducir a Shingo, a quien a pesar de todo Tsubasa ve como su mejor amigo.
Shiogamaguchi Ichigo (塩釜口 苺?)
Sin lugar a dudas la chica menos atractiva de la serie. Una muchacha huesuda, de dientes prominentes y grandes anteojos. Es incapaz de ver sus defectos y malas costumbres y al igual que Nozomi cree que Shingo, a quien conoció cuando un amigo los llevó a una cita a ciegas, está interesado en ella, por lo que desde que lo vio (pertenece a otra escuela) lo ha perseguido y ha intentado intimar con él. Sus métodos son directos y demasiado bruscos, por lo que a pesar de todo no logra llegar a nada, aun cuando incluso aprendió magia negra muy poderosa para hacerse notar y ganar autoridad. Ella ha mostrado la razón por la que es tan delgada es porque no puede retener los alimentos (cuando ella come mucho se vuelve bastante atractiva). Como resultado, ella está lejos de ser bonita, pero parece estar bajo la ilusión de que ella es irresistible.
Finalmente Shingo logra alejarla y cesar sus acosos cuando le promete ser el segundo hombre con quien se acueste, desde ese día es normal verla caminando por las calles solo en ropa interior acosando hombres para que se acuesten con ella, sin embargo por su aspecto la creen una aparición por lo que huyen e incluso se ha creado una leyenda urbana en torno a ella.
Tomoe Hongo
Detective de la policía, aparece en DX decidida a revelar el misterio del ataque a Shingo. Una mujer adulta y atractiva que acosa a Shingo para que revele la identidad de su agresor, cosa que no logra ya que Singo aún está dispuesto a proteger su orgullo y no revelar quien lo golpeó. Por esto plantea como teoría que el agresor era una mujer ya que sucedió tras el templo (lugar común en Japón para que las chicas se declaren); aunque en un comienzo vio a cada miembro del club de boxeo como una sospechosa (exceptuando a Haruka) e incluso a Arahata como amante gay, finalmente se convence a sí misma de que lo que en verdad ocurrió fue que Shingo asesinó unos asaltantes para defender a Haruka; por esto abandonaría la investigación apoyando el supuesto secreto de amor.
Posteriormente volvería a aparecer para pedir ayuda a Shingo y Haruka para investigar un caso de secuestros en serie en la ciudad.
Tsurumai Shiori (鶴舞 栞?)
Llamada también la Madonna del colegio. Una muchacha de clase alta y muy atractiva que siempre es custodiada por un grupo de compañeros, considerada por todos los hombres como el tesoro del colegio. Si bien su aspecto es delicado y solemne, en el fondo posee una veta sádica, esto porque siempre los hombres se ha comportado como sus esclavos y aun cuando los ataca o insulta estos lo ven como un regalo, por esto anhela encontrar a un hombre que se atemorice y puede hacer sufrir.
Su deseo se hace realidad cuando Shingo accidentalmente choca contra ella y escapa por su fobia. Tras esto lo buscaría para hacerlo sufrir, pero al ver qué poco efecto tenían sus intenciones, se convence de que es un masoquista y que Hijiri es su ama, por esto se retiraría, pero jurando que volvería por él cuando se liberara del dominio de la enfermera.